# Римски статут Међународног кривичног суда
Римски статут Међународног кривичног суда (или Римски статут) је међународни уговор којим је створен Међународни кривични суд (МКС).
Статут одређује јурисдикцију, структуру и функције суда, и одређује да ће ступити на снагу 60 дана пошто га ратификује 60 земаља. Потписивање је отпочело 17. јула 1998. године, а Статут је ступио на снагу 1. јула 2002. године пошто је шездесети инструмент ратификације достављен генералном секретару УН 11. априла 2002. године, када је то симултано учинило 10 земаља. Сваки учинилац кривичног дела из надлежности овог суда подложан је кривичном гоњењу од стране овог суда после овог датума. Закључно са новембром 2006. године 104 државе су ратификовале Статут.
Пошто је уговор установио међународни суд, назива се статутом (што је другачије значење од онога које статут има у англосаксонском праву). 
Статут суду ставља у надлежност три кривична дела: геноцид, злочине против човечности и ратне злочине.
Члан 6. Статута даје дефиницију геноцида, списак злочина против човечности налази се у члану 7., а детаљан списак ратних злочина у члану 8. Статут предвиђа да ће суд бити надлежан и за злочине против мира, али тек пошто дефиниција агресије буде усвојена и накнадно додата Статуту..
Према саопштењу суда, Скупштина земаља чланица МКС ће можда усвојити ту дефиницију на конференцији заказаној за 2009. годину..
Кина, Ирак, Израел, Либија, Катар, САД и Јемен гласале су против Римског статута 1998. године. Израел, САД и Јемен потписали су Статут на крају 2000. године. Међутим, администрација Џорџа Буша обавестила је Уједињене нације да САД неће себе сматрати чланицом суда и да не сматрају да имају правне обавезе због свог потписа, што се уобичајено тумачи као повлачење потписа од стране САД, иако то изричито није речено. Званичан разлог САД за овакав поступак је “страх од исполитизованих поступака којима би могли бити изложени њихови војници”.,. Уједињене нације нису склониле САД са листе потписница.